# Jakobstads kyrka

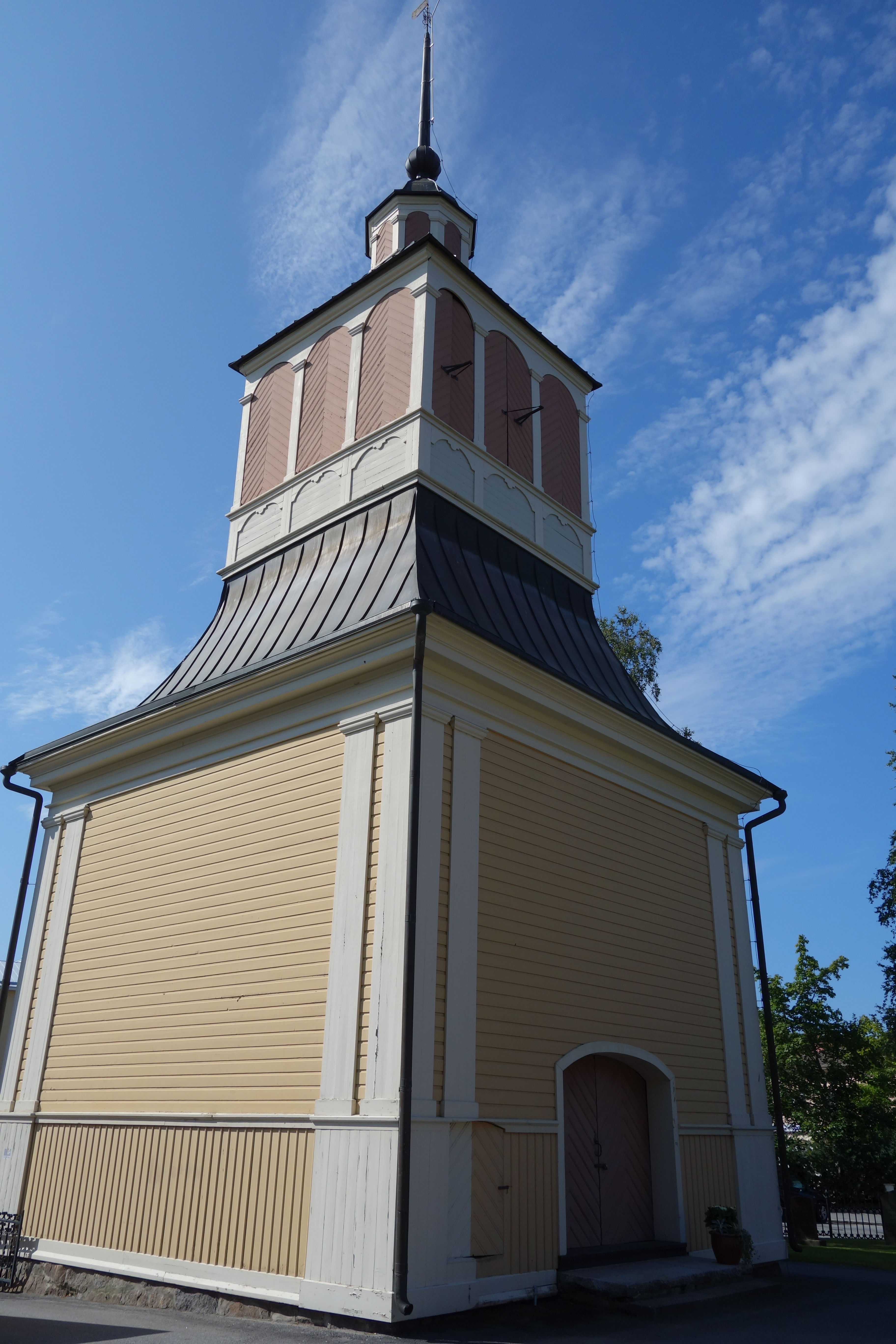
Klockstapeln från 1742.

Jakobstads kyrka finns i Jakobstad, Österbotten. Den stod klar 1731. Kyrkan ersatte stadens första kyrka invigd 1691, men som brändes ner 1714 under Stora ofreden. Kyrkan ritades av byggmästaren Johan Simonsson Knubb från Vörå. Altaruppsatsen byggdes år 1774 och predikstolen fyra år därefter, båda av snickarmästare Magnus Holländer från närliggande Nykarleby. De båda altartavlorna föreställer "Frälsaren på korset" och "Den dyra och heliga nattvarden" och målades 1784 i Stockholm av målarmästaren tillika porträttmålaren Gabriel Westerberg.
Byggnaden är en likarmad korskyrka och hör till Finlands tidigaste korskyrkor. Mässingskronorna från 1690-talet härstammar från den första kyrkan. Den exceptionellt stora sjuarmade ljusstaken är mycket iögonenfallande. Den donerades år 1709 av kommunalrådet Niclas Wendelius. I kyrkan finns också  en gammal puka från 1840-talet, donerad av kommerserådet Adolph Lindskog.
Klockstapeln i österbottnisk stil utfördes av Henrik Thomasson Kattil 1742. Han var född i Jörala by i Vörå. Klockstapeln har två klockor från 1690-talet.
Sedan en tid tillbaka är kyrkan öppen när det är verksamhet där, men i övrigt stängd. Det är emellertid möjligt att boka tid för guidning. Kyrkan kan dessutom abonneras för enskilda arrangemang, såvida inte tillställningens natur strider mot kristen tro och de deltagande beaktar att kyrkorummet vanligtvis används för gudstjänst och bön.

## Interiör

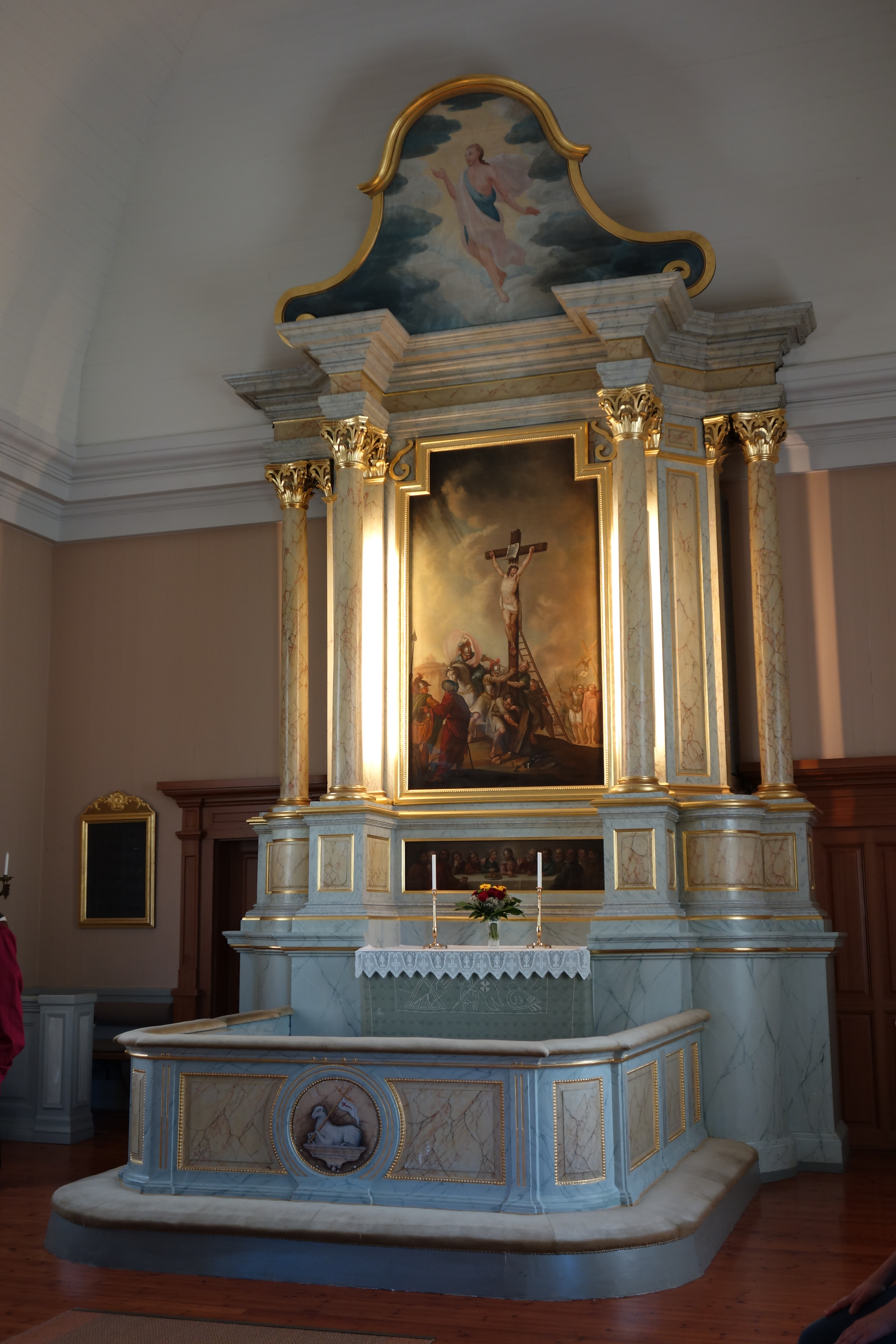
Altaret med Frans Gabriel Westerbergs altartavla.
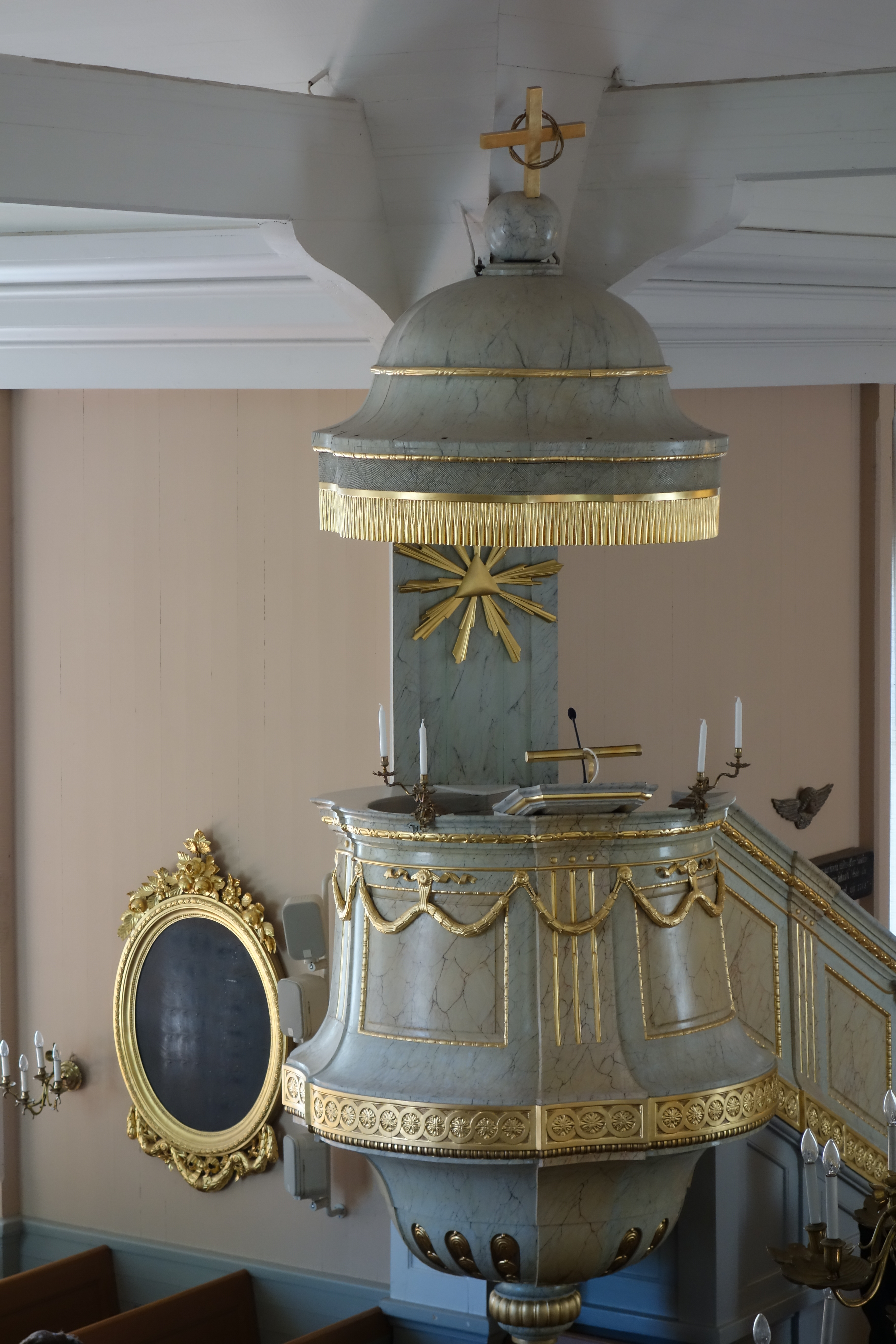
Snickare Magnus Holländer gjorde predikstolen år 1778.
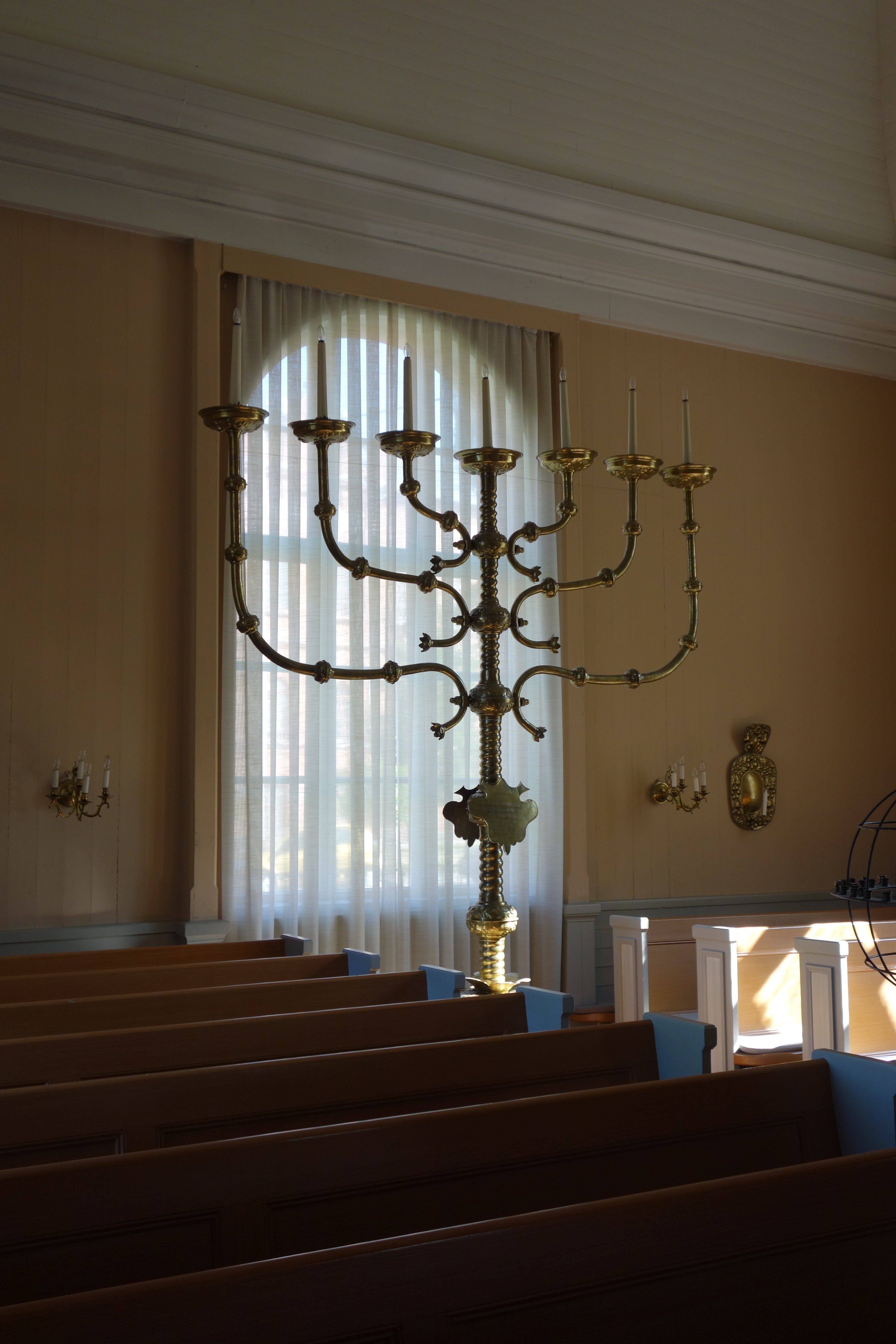
Den sjuarmade ljusstaken, tre meter hög.